# Гуантсан
Гуантсан, або Туншо (ісп. Huantsán, англ. Huantsán) — гора в Андах Перу. Розташована в регіоні Анкаш і є частиною гірського хребта Кордильєра-Бланка, піддіапазону Анд. Вона має чотири вершини, з максимальною висотою 6369 метрів.

## Географія
Вершина розташована у південній частині гірського хребта Кордильєра-Бланка (єдина висота, яка перевищує в цьому районі 6000 м), що в масиві Кордильєра-Оксиденталь в Перуанських Андах, на кордоні провінцій Гуарас та Гуарі, на території перуанського регіону Анкаш, приблизно за 280 км на північ від столиці країни Ліми. Гуантсан — це масивна гора, яка складається з чотирьох вершин: Гуантсан Північна (6113 м), Гуантсан Головна (6395 м), Гуантсан Східна (6270 м) та Гуантсан Південна (5913 м).
Абсолютна висота вершини 6369 м над рівнем моря. Відносна висота — 1633 м. Найвище сідло вершини, по якому вимірюється її відносна висота, має висоту 4736 м. Топографічна ізоляція вершини відносно найближчої вищої гори Уаскаран (6768  м), яка є найвищою вершиною хребта Кордильєра-Бланка, становить 52,51 км
Гора Гуантсан належить до національного парку Уаскаран.

## Історія
У 1945 році лавина, що зійшла з гори Гуантсан, накрила село Чавін, загинуло близько 500 осіб.
Перший підйом на Гуантсан був здійснений командою у складі альпіністів Тома-де-Боуя, Цеса Егелера та Ліонеля Террая 7 липня 1952 року, які досягли головної вершини через Північну вершину.